# 劉琪枝
劉琪枝（?—?），贵州贵阳人，清朝政治人物，同進士出身。
同治四年（1865年）己丑科進士，三甲一百三十九名，官四川知縣。